# Palacio de la Cultura de Iași

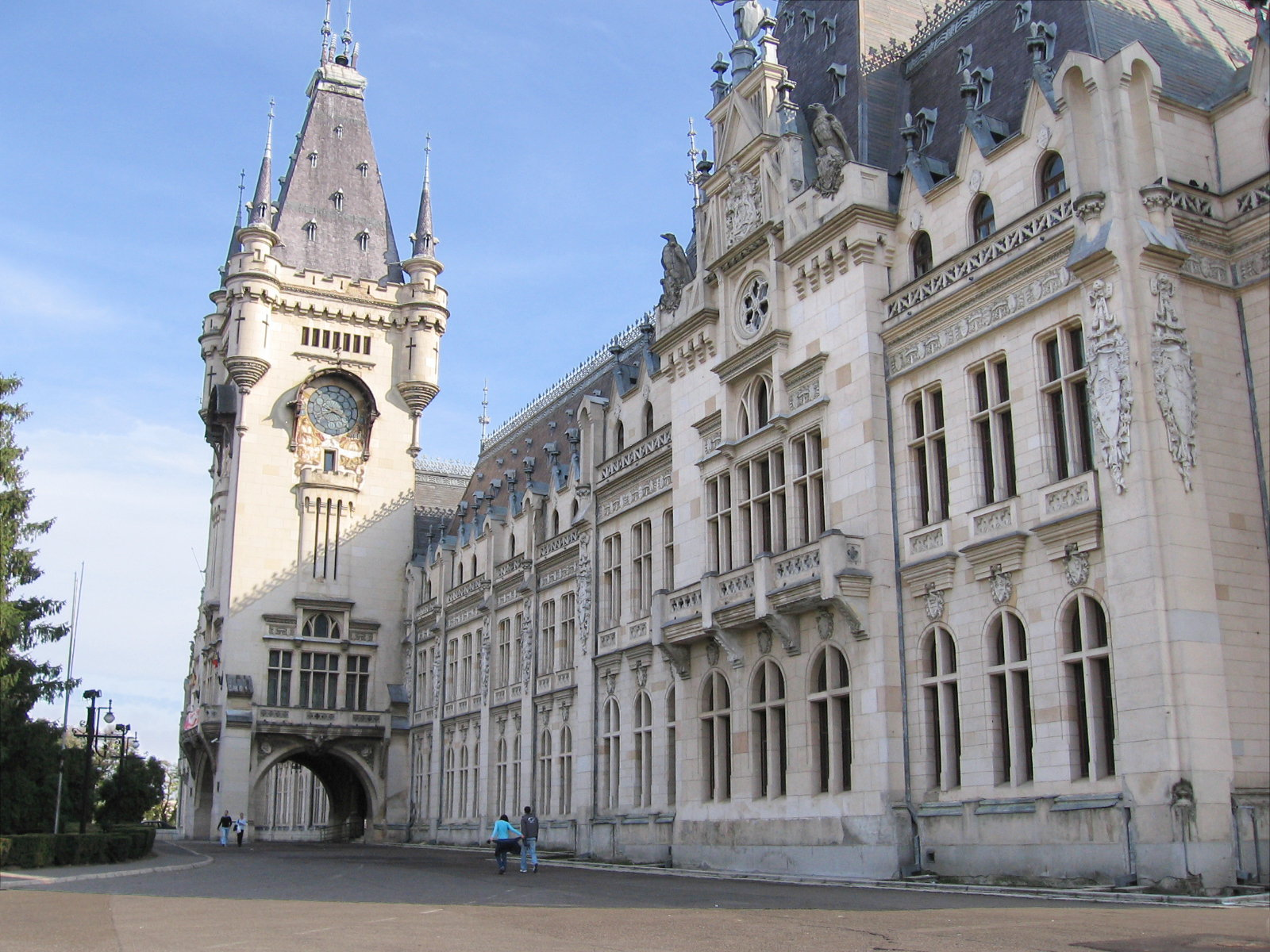
La entrada principal

El Palacio de la Cultura (en rumano, Palatul Culturii) está situado en el centro del municipio de Iași, Rumania. El edificio actual está construido sobre las ruinas de dos antiguos palacios que sirvieron como cortes reales moldavas, la más antigua siendo fechada en 1343 y la segunda fue terminada en 1823, pero que se destruyó tras un incendio producido en la última década del siglo XIX. El Palacio de la Cultura fue inaugurado en 1926 tras 20 años de construcción por el rey Fernando I de Rumania. El edificio fue construido según los proyectos del arquitecto Ioan D. Berindei ayudado de los arquitectos Xenopol y Cherchez.

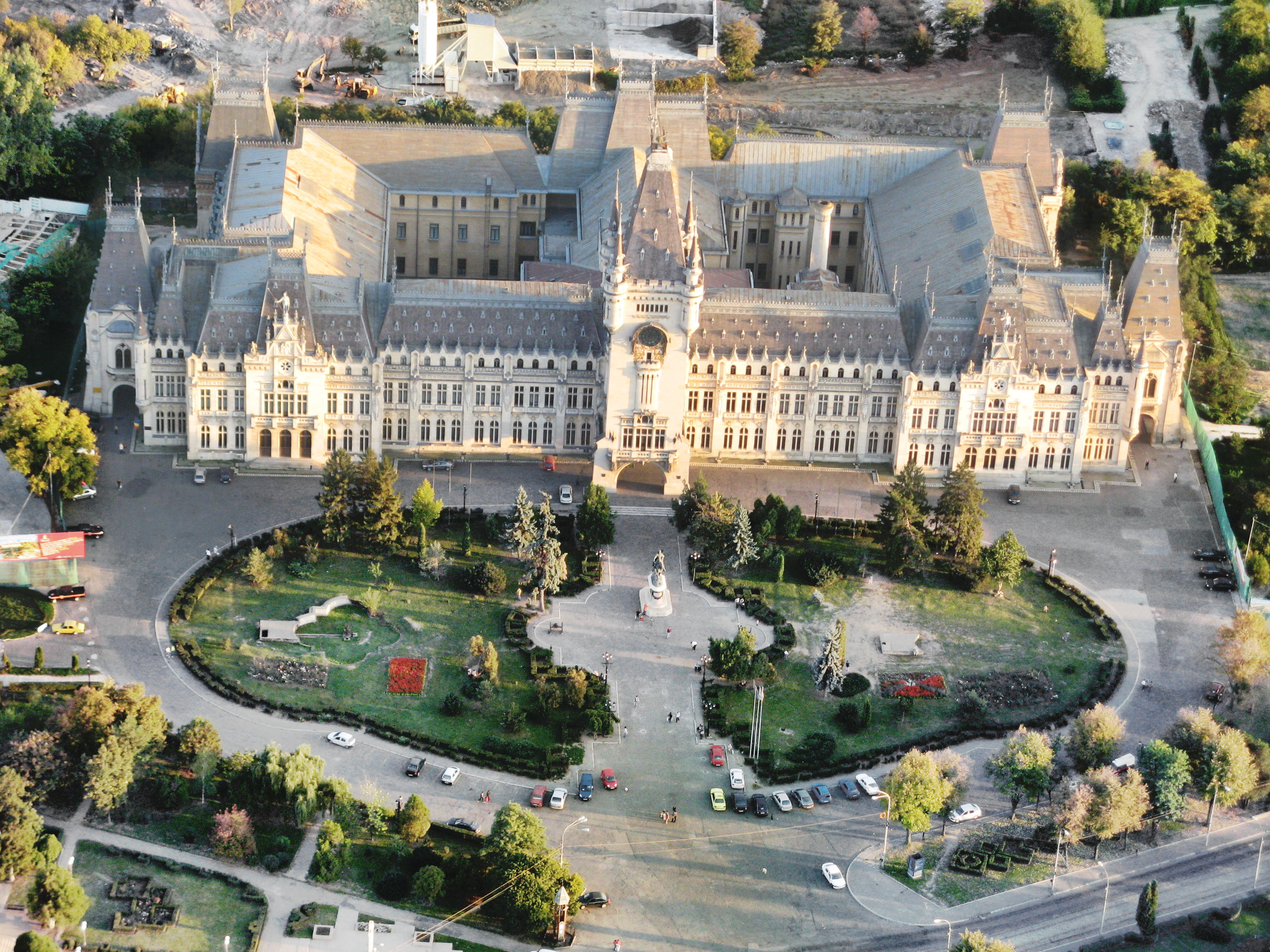
Vista aérea

El palacio está realizado en estilo neogótico extravagante y tiene 298 habitaciones con una superficie de 36 000 metros cuadrados. El palacio está en proceso de remodelación desde 2008 y se espera que abra al público nuevamente en 2016.
Hoy el palacio es sede del Complejo Museístico Nacional Moldova Iași compuesto por:
- Museo de Historia de Moldavia
- Museo Etnográfico de Moldavia
- Museo de Artes
- Museo de Ciencia y Técnica Ștefan Procopiu

En el palacio también funciona la biblioteca municipal Gheorghe Asachi.